# Miller's Girl

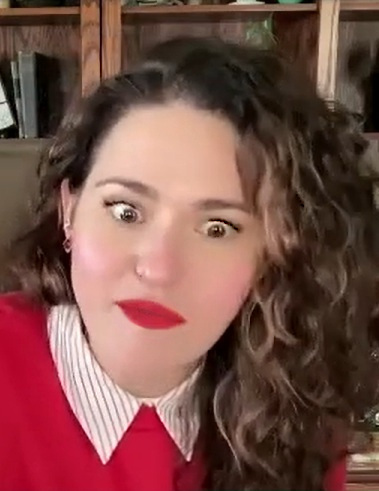
Sceneggiatrice e regista Jade Halley Bartlett nel 2024

Miller's Girl è un film del 2024 scritto e diretto da Jade Halley Bartlett e interpretato da Martin Freeman e Jenna Ortega.

## Trama
Cairo Sweet, una ragazza di 18 anni, vive da sola nella villa della sua ricca famiglia in Tennessee. I suoi genitori, avvocati, sono in viaggio per lavoro mentre lei completa l'ultimo anno di liceo. Cairo frequenta il corso di scrittura creativa del professor Jonathan Miller e lo impressiona con la sua vasta conoscenza della letteratura e la sua familiarità con il libro dello stesso Miller, Apostrophes and Ampersands. Miller non scrive più da quando si è sposato e ha iniziato a insegnare. Sua moglie Beatrice, emotivamente distante, è un'autrice di maggior successo che disprezza la mancanza di ambizione del marito e la sua incapacità di scrivere nuovo materiale.
Cairo deve scrivere un saggio di ammissione per l'Università di Yale, sul tema del "più grande risultato raggiunto finora", ma non riesce a trovare nulla di significativo da scrivere. Winnie, la migliore amica di Cairo, le suggerisce di vivere l'emozione di una relazione tra studente e insegnante, come intende fare lei stessa con l'allenatore di baseball e insegnante di fisica della scuola, Boris Fillmore, che è il miglior amico di Miller. Notando il legame intellettuale tra Cairo e Miller, Winnie suggerisce a Cairo di sedurre Miller.
Cairo e Miller iniziano a trascorrere più tempo insieme fuori dalle lezioni, condividendo interessi comuni in romanzi, poesie e cultura del Tennessee. Miller assegna a Cairo di scrivere un racconto nello stile del suo autore preferito, e lei sceglie Henry Miller; sebbene inizialmente riluttante a causa dello stile provocatorio dell'autore, Miller approva. Quando Miller accidentalmente prende il cellulare di Cairo, lei gli chiede di restituirglielo di persona. Quando Miller arriva alla villa dei genitori di Cairo, lei lo accoglie in un abito sexy e lo bacia sotto la pioggia. Ispirata, Cairo scrive un racconto erotico su una relazione sessuale tra un insegnante e la sua studentessa. Mentre Miller lo legge da solo, si eccita enormemente e si masturba.
Miller dichiara il racconto inaccettabile e chiede a Cairo di riscriverlo, ma lei lo accusa di codardia e ipocrisia. Offesa dal rifiuto di Miller, Cairo invia il racconto al vice preside della scuola, Joyce Manor, come vendetta per esporre una possibile relazione tra loro. Inoltre, sfrutta l'attrazione di Winnie per convincerla a inviare foto sessuali di loro due a Fillmore, inducendole a spogliarsi e a baciarsi appassionatamente.
Manor interroga Cairo e Miller separatamente sulla loro relazione. Nonostante affermino che tra loro non sia successo nulla di inappropriato, Miller, in quanto adulto nella situazione, deve assumersi la piena responsabilità, il che porta alla sua sospensione. Questo provoca una rottura nella sua amicizia con Fillmore, che lo incolpa per non aver saputo mantenere i propri limiti come insegnante. Una discussione con Beatrice su quanto accaduto spinge Miller a sfogare la sua rabbia repressa contro la moglie e a evidenziare la natura tossica del loro matrimonio.
Rendendosi conto di ciò che le azioni di Cairo hanno fatto a Miller, Winnie le chiede di ritirare le accuse contro di lui, ma Cairo si rifiuta, definendo la caduta di Miller il suo "più grande risultato finora". Scrive le sue esperienze nel saggio di ammissione nello stesso stile che Miller ha usato nel suo libro. Miller, dopo aver toccato il fondo ma ispirato per la prima volta da anni, decide di scrivere un nuovo libro.

## Produzione

### Sviluppo
Nel dicembre 2016 la Point Grey Pictures, la casa produttrice di Seth Rogen, ha acquistato la sceneggiatura di Jade Halley Bartlett. Nel settembre 2022 è stato annunciato che Lionsgate Films aveva acquistato i diritti di distribuzione del film, che sarebbe stato diretto dalla stessa Bartlett e interpretato da Martin Freeman e Jenna Ortega nei ruoli dei due protagonisti. La settimana seguente Gideon Adlon, Bashir Salahudding, Dagmara Domińczyk e Christine Adams si sono unite al cast.

### Riprese
Le riprese principali sono iniziate a Cartersville, Georgia, nel settembre 2022.

## Promozione
Il primo trailer ufficiale del film è stato pubblicato il 13 dicembre 2023.

## Distribuzione
Il film è stato presentato in anteprima al Palm Springs International Film Festival l'11 gennaio 2024 e distribuito nelle sale cinematografiche statunitensi a partire dal 26 gennaio 2024. In Germania è stato poi distribuito a partire dal 23 febbraio 2024 e in Italia dal 1° agosto 2024.
Il film, distribuito con il titolo internazionale in inglese Miller's Girl, oltre che negli Stati Uniti, anche in: Australia, Canada, Ecuador, Francia, Germania, Giappone, Italia, Regno Unito, Spagna. Verrà inoltre distribuito anche con i titoli di: Devuška Millera (in russo Девушка Миллера?, Bielorussia) e Cô gái của Miller (Vietnam).

## Accoglienza

### Incassi
Il film ha incassato poco più di 1,7 milioni di dollari, di cui 245366 € in Italia.

### Critica
Su Rotten Tomatoes il 29% delle 63 recensioni è positivo, con un voto medio di 5.1/10; su Metacritic il voto medio di 14 critici è 41/100.
Alessio Baronci, nella sua recensione al film per Sentieri Selvaggi, scrive che "Jenna Ortega cerca il ruolo della maturità come femme fatale in un thriller erotico fuori fuoco, che fatica a parlare davvero di corpi, di sesso, ma anche a raccontare i respiri degli amanti".